# Ruslan Glebov
Ruslan Glebov, född den 28 januari 1987 i Dnipro  är en ukrainsk orienterare.   
Han vann en silvermedalj på långdistansen vid världsmästerskapen i orientering 2018 i Lettland efter Olav Lundanes.  Han vann en bronsmedalj på medeldistansen vid världsmästerskapen i orientering 2021 i Tjeckien efter Matthias Kyburz. 
Glebov vann också O-ringen 2019 i klassen H21E, elitklassen för herrar. 
Han tävlar för Nasj Klub och OK Ravinen.